# Marinus Kok

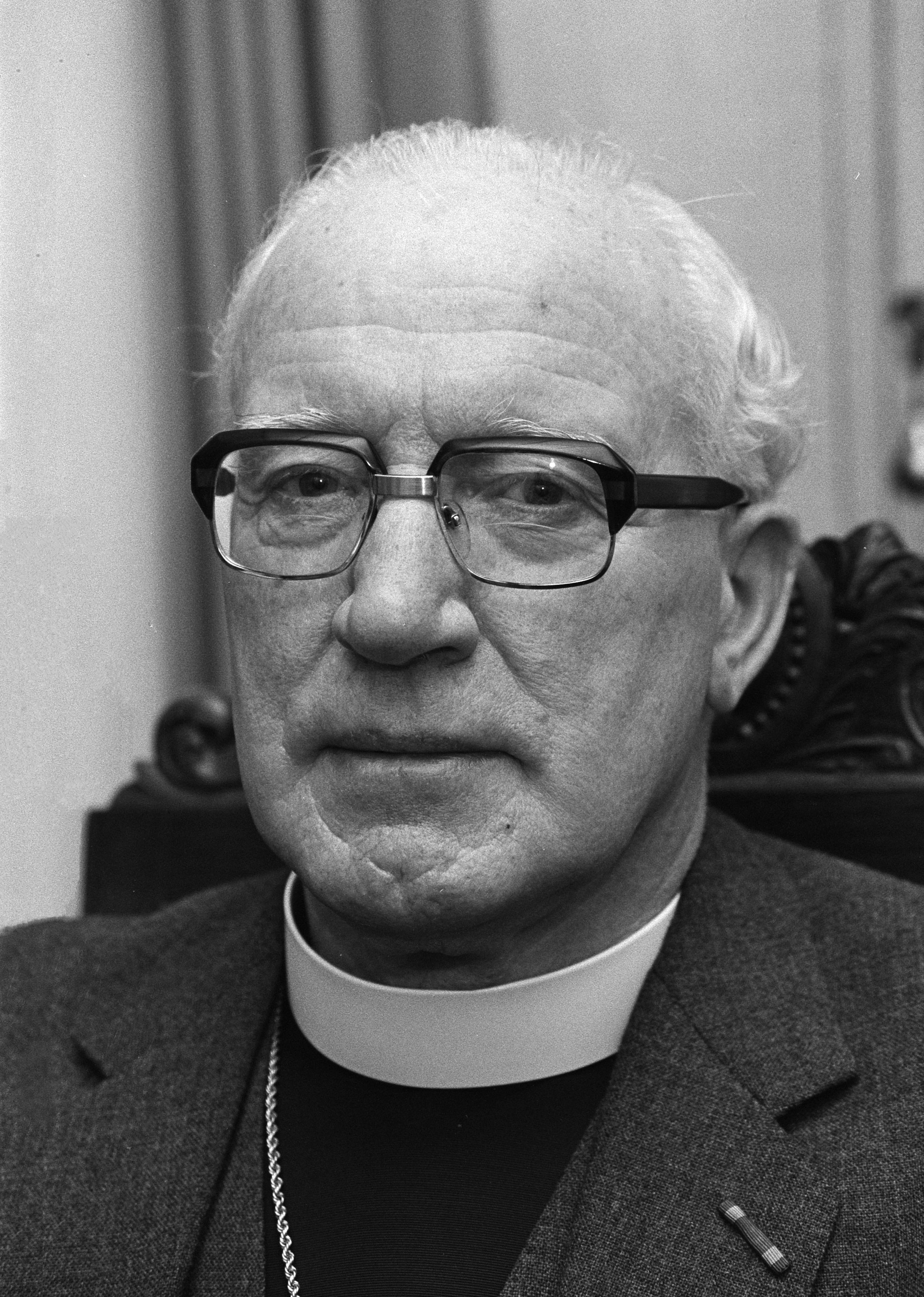
Marinus Kok (1981)

Marinus Kok (* 8. Februar 1916 in Leiden; † 31. Juli 1999 in Zeist) war von 1970 bis 1981 der vierzehnte Erzbischof der Alt-Katholischen Kirche der Niederlande.

## Leben
Er war der Sohn von Christianus Kok und Maria Apollonia, geb. van Bladren.
Nach dem Besuch des alt-katholischen Seminars in Amersfoort 1936 bis 1941 und seiner Diakonen- und Priesterweihe 1941 war er ab 1944 Präfekt am Priesterseminar und erhielt 1944 einen Ruf als Professor für Kirchengeschichte und Patrologie an diesem Seminar. Er wirkte als Pastor in Arnheim, Amersfoort (1945 bis 1958) und Den Haag (1958 bis 1968). Im Jahr 1967 wurde er Mitglied der Metropolitankapitels von Utrecht und 1968 Rektor des Priesterseminars in Amersfoort.
Seine Bischofsweihe fand am 9. November 1970 durch Erzbischof Andreas Rinkel statt, dessen Koadjutor er seit 1969 war.
Er war ferner Vorsitzender der Gesprächskommission Rom-Utrecht, Gründer und langjähriger Rektor der St.Willebrord-Bruderschaft sowie Vorsitzender der Internationalen Bischofskonferenz der Utrechter Union.
Weiterhin verstand er es, die Beziehung zur römisch-katholischen Kirche zu verbessern, und unterhielt enge Kontakte zu Kardinal Willebrands. Zusammen mit dem Bischof von Haarlem, Gerhardus Anselmus van Kleef, spendete er 1972 dem Bischof der Mariaviten Stanisław Kowalski die Bischofsweihe.
Mit Wirkung zum 31. Dezember 1981 trat er als Erzbischof von Utrecht zurück. Im Jahre 1994 wurde ihm von der Christlich-Theologischen Akademie Warschau die Ehrendoktorwürde verliehen.
Marinus Kok war verheiratet mit Catharina Maria Wilhelmina (Topy) Kok-Smits (1914–2009), das Ehepaar hatte einen Sohn.